# Светоч (журнал)
«Све́точ» (рус. дореф. «Свѣточъ») — учёно-литературный журнал, выходивший в Санкт-Петербурге с 1860 по 1862 год.

## История
Учёно-литературный журнал «Светоч» выходил в Санкт-Петербурге с 1860 по 1862 год ежемесячно.
Издателем журнала был Д. И. Калиновский, редактором — А. П. Милюков, Теглев.
Журнал придерживался умеренно-либеральной позиции, ставил перед собой целью примирение славянофильства с западничеством во имя «прогресса».
Либерализм «Светоча» ограничивался абстрактным прославлением «прогресса» и осмеянием мракобесия. Удовлетворенный Крестьянской реформой в России, журнал вскоре становится вполне верноподданническим изданием. Проповедовал идеализм, с либеральных позиций осуждал события французской революции 1848 года.
В программу издания входила беллетристика, статьи на научные темы, критика и современное обозрение. Серьёзных статей по современным вопросам почти не печатал. Уже к концу 1860 года в журнале господствовала переводная беллетристика.
В «Светоче» принимали участие П. И. Вейнберг, А. А. Григорьев, М. М. Достоевский, В. В. Крестовский, Л. А. Мей, Д. Д. Минаев, А. Н. Плещеев, А. Е. Разин, М. И. Семевский, Н. Н. Страхов, Н. Ф. Щербина.
В качестве приложения к журналу ежемесячно выпускался «Карикатурный листок».